# Перевозец
Перевозец (укр. Перевозець) — село в Войниловской поселковой общине Калушского района Ивано-Франковской области Украины.
Население по переписи 2001 года составляло 1041 человек. Занимает площадь 8,76 км². Почтовый индекс — 77332. Телефонный код — 03472.